# ميكيل استارلوزا
ميكيل استارلوزا (بالإسبانية: Mikel Astarloza)‏ (و. 1979  م) هو راكب دراجة هوائية إسباني، ولد في سان سيباستيان، شارك في طواف إسبانيا، وسباق طواف فرنسا 2013، وطواف فرنسا، وسباق طواف فرنسا 2012.

## سجل الفوز

### سباقات أو مراحل فاز بها
| التاريخ       | السباق                    | المركز                                              |
| ------------- | ------------------------- | --------------------------------------------------- |
| 26 يناير 2003 | داون أندر 2003            | الفائز في التصنيف العام                             |
| 27 يوليو 2003 | سباق طواف فرنسا 2003      | الثاني في تصنيف أفضل شاب                            |
| 01 أبريل 2006 | جائزة ميغيل إندوراين 2006 | المرتبة 19 في التصنيف العام                         |
| 14 أبريل 2007 | طواف إقليم الباسك 2007    | المرتبة 18 في التصنيف العام، الثالث في تصنيف الجبال |
| 17 يونيو 2007 | سباق دوفين للدراجات 2007  | السابع في التصنيف العام                             |
| 29 يوليو 2007 | سباق طواف فرنسا 2007      | التاسع في التصنيف العام                             |
| 12 أبريل 2008 | طواف إقليم الباسك 2008    | السادس في التصنيف العام                             |
| 13 أبريل 2008 | كلاسيكا بريمافيرا 2008    | الرابع في التصنيف العام                             |
| 23 أبريل 2008 | فليش والون 2008           | المرتبة 15 في التصنيف العام                         |
| 15 يونيو 2008 | سباق دوفين للدراجات 2008  | السابع في التصنيف العام                             |
| 27 يوليو 2008 | سباق طواف فرنسا 2008      | المرتبة 15 في التصنيف العام                         |

## روابط خارجية
- ميكيل استارلوزا على موقع الاتحاد الدولي للدراجات (الإنجليزية)
- ميكيل استارلوزا على موقع أرشيف الدراجات (الإنجليزية)
- ميكيل استارلوزا على موقع إحصائيات الدراجات الإحترافية (الإنجليزية)
- ميكيل استارلوزا على موقع نسبة الدراجات (الإنجليزية)